# Platytomus antipodum
Platytomus antipodum är en skalbaggsart som beskrevs av Fauvel 1903. Platytomus antipodum ingår i släktet Platytomus och familjen Aphodiidae. Inga underarter finns listade i Catalogue of Life.